# St. Jodok (Ravensburg)

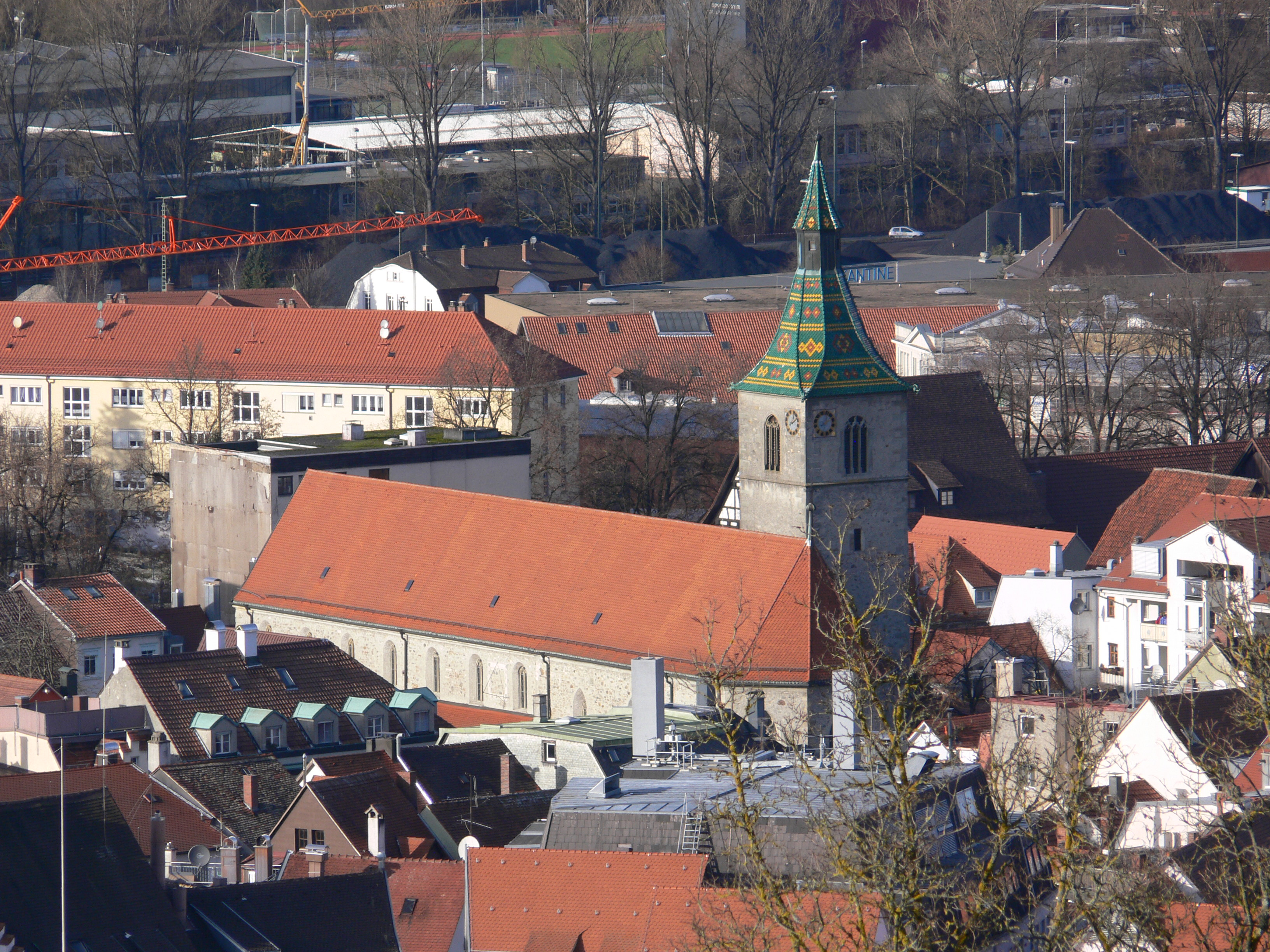
St. Jodok, Ravensburg

Die Kirche St. Jodok ist ein römisch-katholisches Kirchengebäude in der Unterstadt von Ravensburg.

## Baugeschichte
Die Pfarrkirche St. Jodok wurde 1385 als dreischiffige Basilika errichtet; kirchenrechtlich war sie dem Kloster Weißenau unterstellt. Im 15. Jahrhundert wurde an das unverputzte Gebäude unter anderem an der Südseite eine Sakristei angebaut. Bis zum 19. Jahrhundert war St. Jodok von einem Friedhof umgeben, von dessen Mauern noch Reste erhalten sind. Die Innenausstattung stammt größtenteils aus der Zeit nach 1400.
2018 wurde die Kirche durch Brandstiftung schwer beschädigt. Im Jahr 2019 wurde die Kirche mit einem neuen Raum- und Lichtkonzept nach Plänen des Architekten Jürgen Hildebrand (Friedrichshafen) wiedereröffnet.

## Ausstattung
Zu den besonderen Ausstattungsgegenständen zählen Sandsteinkonsolen rechts und links des Chorbogens mit Engelsbüsten aus der Zeit um 1480; auf den Konsolen befinden sich Darstellungen von Maria und Johannes als Holzplastiken, die ebenfalls aus der Zeit um 1480 stammen.
Im Chor befindet sich ein Sakramentshaus mit Marienkrönung aus dem Jahre 1450.
Ein mittelalterliches Fresko im Chor zeigt Christus mit Alltagswerkzeugen. Diese Darstellung wird auch Feiertagschristus genannt und sollte dazu ermahnen, Sonn- und Feiertage zu heiligen.

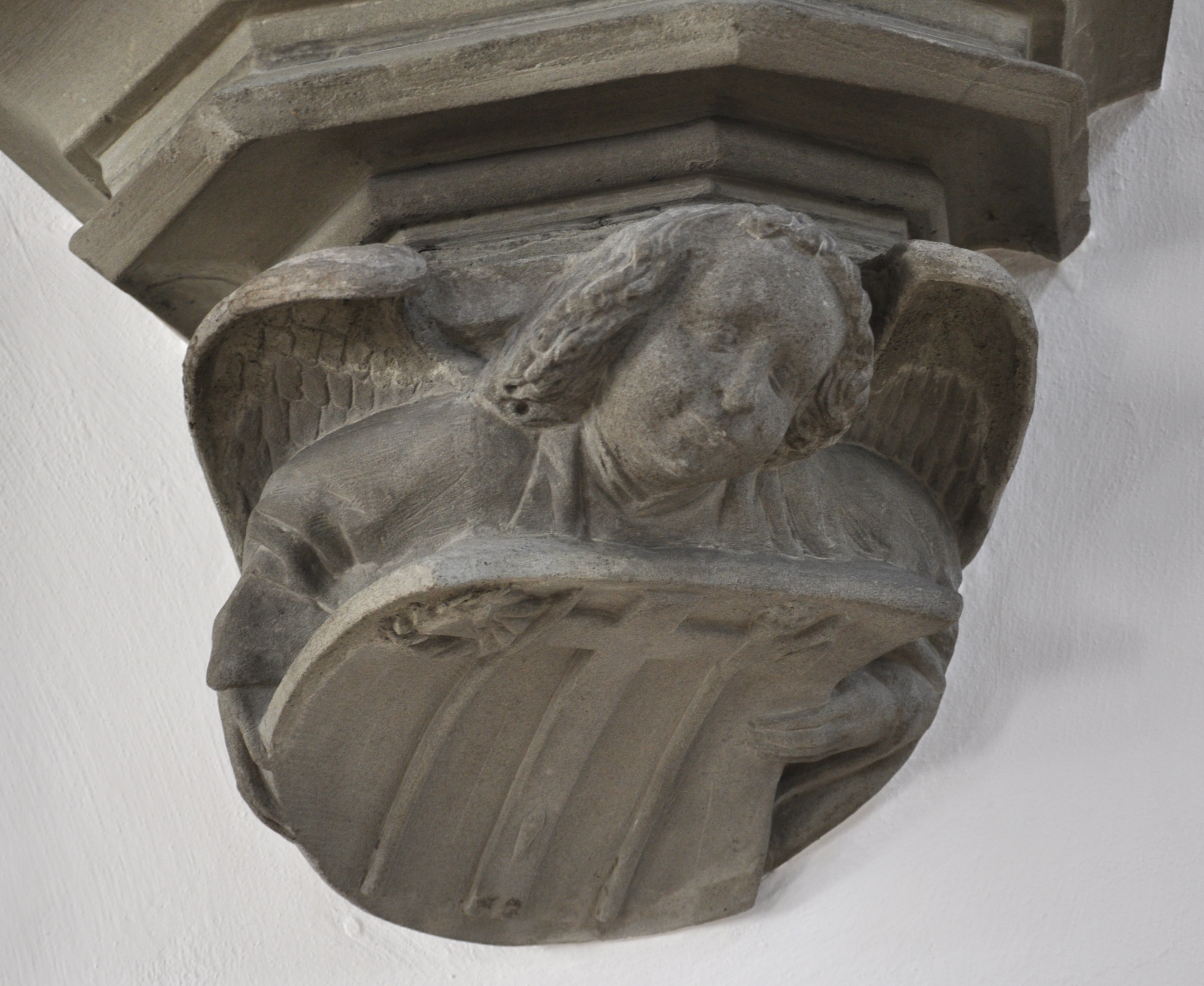
Linke Konsole
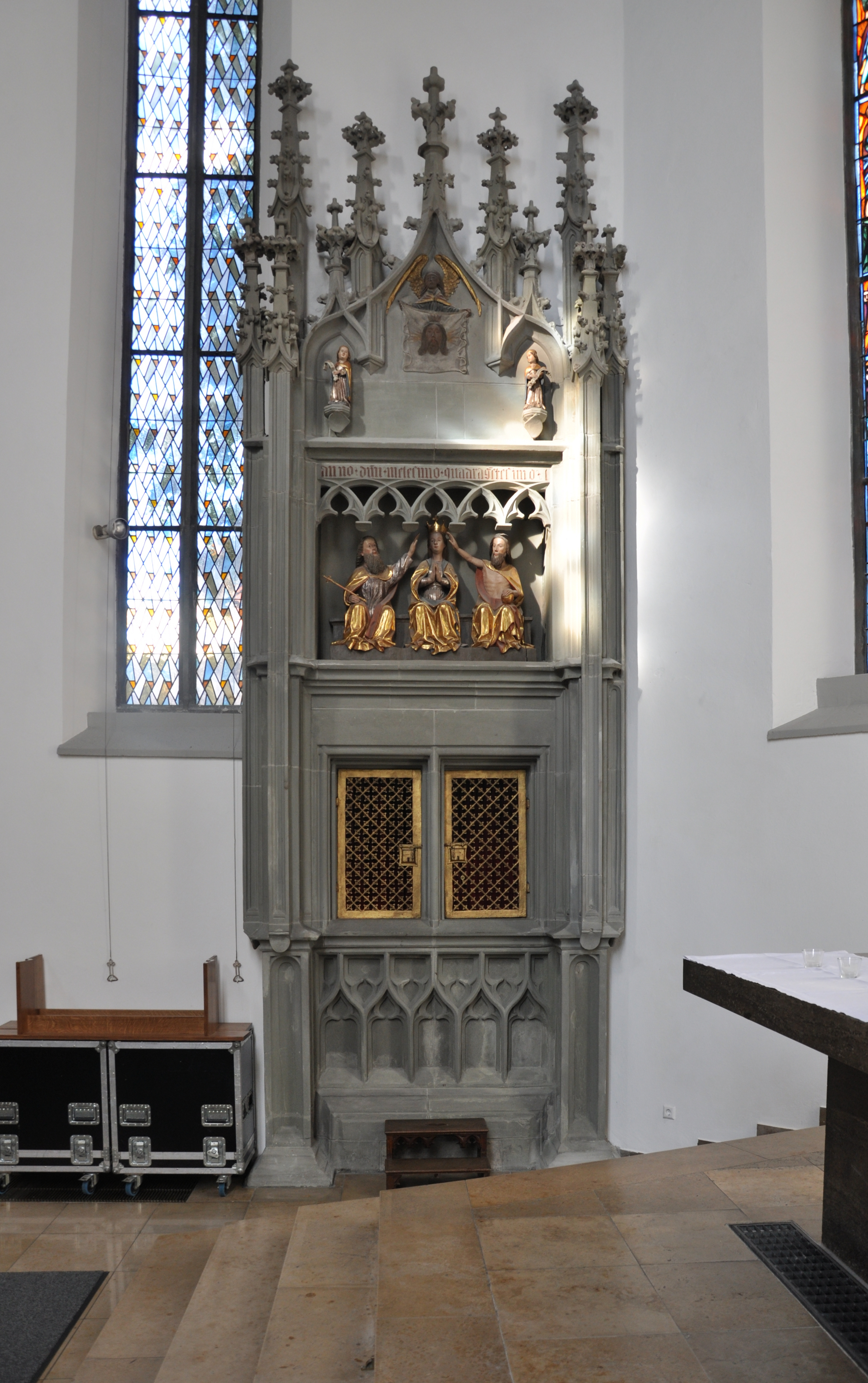
Sakramentshaus
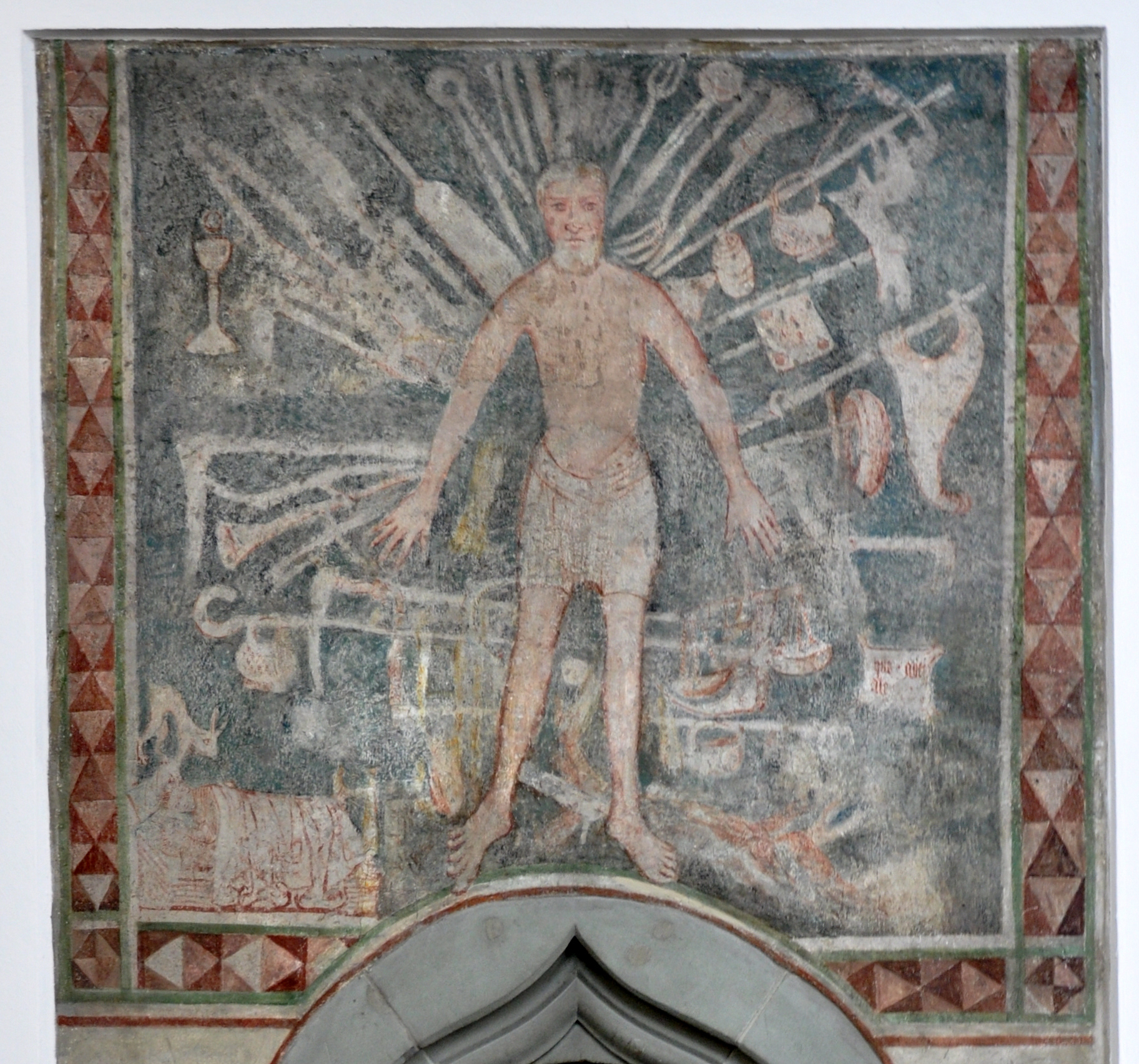
Feiertagschristus

## Orgel
Die Geschichte der Orgeln in St. Jodok lässt sich bis in das Jahr 1611 zurückverfolgen. Die heutige Orgel wurde 1993 von der Orgelbaufirma Rieger (Schwarzach) mit 38 Registern auf drei Manualwerken und Pedal erbaut. Dabei wurde das Rückpositiv der Vorgängerorgel von Reiser aus dem Jahr 1947 als Chororgel verwendet und an die neue Hauptorgel angebunden. 2019 wurde die Orgel renoviert und die Chororgel entfernt.
| I Hauptwerk C–a3 |                  |        |
| 1.               | Bourdon          | 16′    |
| 2.               | Principal        | 08′    |
| 3.               | Flûte harmonique | 08′    |
| 4.               | Octav            | 04′    |
| 5.               | Quinte           | 02 ⁄3′ |
| 6.               | Superoctav       | 02′    |
| 7.               | Cornet V         | 08′    |
| 8.               | Mixtur major IV  | 01 ⁄3′ |
| 9.               | Trompete         | 08′    |

| II Continuo-Werk C–a3 |                 |        |
| 10.                   | Holzgedackt     | 08′    |
| 11.                   | Rohrflöte       | 04′    |
| 12.                   | Octavin         | 02′    |
| 13.                   | Larigot         | 01 ⁄3′ |
| 14.                   | Mixtur minor IV | 01′    |
| 15.                   | Krummhorn       | 08′    |
|                       | Tremulant       |        |

| III Schwellwerk C–a3 |                      |         |
| 16.                  | Bourdon              | 16′     |
| 17.                  | Geigenprincipal      | 08′     |
| 18.                  | Rohrgedackt          | 08′     |
| 19.                  | Viola da Gamba       | 08′     |
| 20.                  | Voix céleste (ab A)  | 08′     |
| 21.                  | Prästant             | 04′     |
| 22.                  | Blockflöte           | 04′     |
| 23.                  | Nazard               | 02 ⁄3′  |
| 24.                  | Flachflöte           | 02′     |
| 25.                  | Tierce               | 01 3⁄5′ |
| 26.                  | Fourniture V         | 02′     |
| 27.                  | Basson               | 16′     |
| 28.                  | Trompette harmonique | 08′     |
| 29.                  | Hautbois             | 08′     |
| 30.                  | Clairon harmonique   | 04′     |
|                      | Tremulant            |         |

| Pedalwerk C–f1 |            |     |
| 31.            | Untersatz  | 32′ |
| 32.            | Prästant   | 16′ |
| 33.            | Subbass    | 16′ |
| 34.            | Octavbass  | 08′ |
| 35.            | Spitzflöte | 08′ |
| 36.            | Tenoroctav | 04′ |
| 37.            | Posaune    | 16′ |
| 38.            | Trompete   | 08′ |

- Koppeln: Normalkoppeln, Super- und Suboktavkoppeln

## Glocken
Im Turm von St. Jodok hängen fünf Glocken. Die älteste Glocke wurde 1438 vermutlich von der Biberacher Gießhütte gegossen; sie ist mit ihren 1,3 Tonnen die zweitgrößte Glocke des Geläuts und überdauerte als einziger Klangkörper des historischen Geläuts die beiden Weltkriege. Als Ersatz für die im Krieg vernichteten Glocken erhielt St. Jodok 1950 vier neue Glocken; sie wurden von der Glockengießerei Petit & Edelbrock (Gescher) in schwerer Rippe gegossen. Die Glocken haben die Schlagtöne es1, f1, g1, b1 und c2.